# 그래, 가족
"그래, 가족"은 2017년에 개봉한 대한민국의 영화이다.

## 캐스팅
- 이요원 : 오수경 역
- 정만식 : 오성호 역
- 이솜 : 오주미 역
- 정준원 : 오낙 역
- 김혜은 : 순임 역
- 이도경 : 맹달 역
- 최일화 : 문 사장 역
- 송영재 : 조 국장 역
- 윤경호 : 달주 역
- 김하유 : 새별 역
- 박성연 : 새별 모 역
- 정형석 : 용철 역
- 권윤하 : 매 역
- 권은서 : 란 역
- 김성탁 : 매니저 역
- 라재웅 : 매니저 역
- 오정석 : 매니저 역
- 김한규 : 버스기사 역
- 박용 : 이웃 역
- 정애화 : 이웃 역
- 김재철 : 택시기사 역
- 최두룹 : 장례식장 직원 역
- 최희진 : 기자 역
- 최문경 : 기자 역
- 윤세웅 : 정신과 의사 역
- 조승연 : 수화녀 역
- 최현종 : 형사 역
- 표진기 : 형사 역
- 이태윤 : 경찰 역
- 윤민우 : 경찰 역
- 박혁민 : 감독 역
- 임동욱 : 스태프 역
- 노상보 : 스태프 역
- 최현주 : 문사장 비서 역
- 최준호 : 문사장 기사 역
- 이동용 : 타로 점쟁이 역
- 조한나 : 식당직원 역
- 박재한 : 쉐프 역
- 윤정로 : 시계코너 점원 역
- 오아린 : 유치원버스 아이 역
- 김나윤 : 유치원 원장 역
- 해선 : 고아원 직원 / 목소리기자 역
- 최청자 : 찜질방 할머니 역
- 조예린 : 간호사 역
- 한다경 : 가정부 역
- 박준영 : 수화녀 아들 역
- 장윤정 : 유치원 선생님 역
- 김시은 : 용철여자 역
- 김정남 : 사주보는 할아버지 역
- 여영자 : 사주보는 할머니 역
- 안흥성 : 차사고 남 역
- 윤혜리 : 드라마 새별 모 역
- 최준원 : 드라마 새별 부 역
- 이미연 : 나레이터 역
- 유다희 : 나레이터 역
- 조성재 : 문사장 아들 역
- 고재운 : 강산그룹 회장 역
- 소상섭 : 과거 성호 역
- 유현서 : 과거 수경 역
- 이가현 : 과거 주미 역
- 안성일 : 재무과장 역
- 박용수 : 김종도 의원 역 (우정출연)
- 임정은 : 희수 역 (우정출연)
- 김영재 : 민혁 역 (우정출연)
- 홍이주 : 기자 역 (우정출연)
- 베리굿 : 걸그룹 역 (우정출연)
- 양미경 : 군녀 역 (특별출연)